# La Chapelotte
La Chapelotte ist eine französische Gemeinde mit 130 Einwohnern (Stand: 1. Januar 2022) im Département Cher in der Region Centre-Val de Loire. Sie gehört zum Arrondissement Bourges und zum Kanton Saint-Germain-du-Puy.

## Geographie
La Chapelotte liegt etwa 33 Kilometer nordnordöstlich von Bourges. An der nordöstlichen Gemeindegrenze entspringt die Nère, im Süden verläuft das Flüsschen Vernon. Umgeben wird La Chapelotte von den Nachbargemeinden Jars im Norden und Nordosten, Le Noyer im Nordosten und Osten, Sens-Beaujeu im Osten, Neuilly-en-Sancerre im Osten und Südosten, Humbligny im Südosten, Henrichemont im Süden und Südwesten sowie Ivoy-le-Pré im Westen und Nordwesten.
| Jahr                       | 1962 | 1968 | 1975 | 1982 | 1990 | 1999 | 2009 | 2019 |
| Einwohner                  | 293  | 240  | 204  | 180  | 167  | 181  | 184  | 136  |
| Quellen: Cassini und INSEE |      |      |      |      |      |      |      |      |

## Sehenswürdigkeiten
- Kirche Notre-Dame aus dem 20. Jahrhundert
- zwei Wassermühlen